# Luca Sut
Luca Sut (Pordenone, 15 aprile 1982) è un politico italiano.

## Attività politica
Alle elezioni politiche del 2018 viene eletto nelle liste del Movimento 5 Stelle nel collegio plurinominale Friuli-Venezia Giulia - 01. 
Durante la XVIII Legislatura è stato componente a partire da Marzo 2018 della X Commissione Attivitá Produttive, Commercio e Turismo, all'interno della quale è stato capogruppo del Movimento 5 Stelle da novembre 2019 a  marzo 2022, quando diventa vicepresidente del gruppo Movimento 5 Stelle alla Camera dei Deputati.
All'interno del Movimento 5 Stelle è componente del Comitato per la Transizione Ecologica.
Alle elezioni politiche del 2022 è ricandidato alla Camera nel collegio uninominale Friuli-Venezia Giulia - 01 (Pordenone), dove arriva in quarta posizione con il 6,28% (vince la candidata di centrodestra Vannia Gava con il 55,01%), non è rieletto deputato pur essendo stato collocato capolista nel collegio plurinominale Friuli-Venezia Giulia - 01.